# Windsorstol

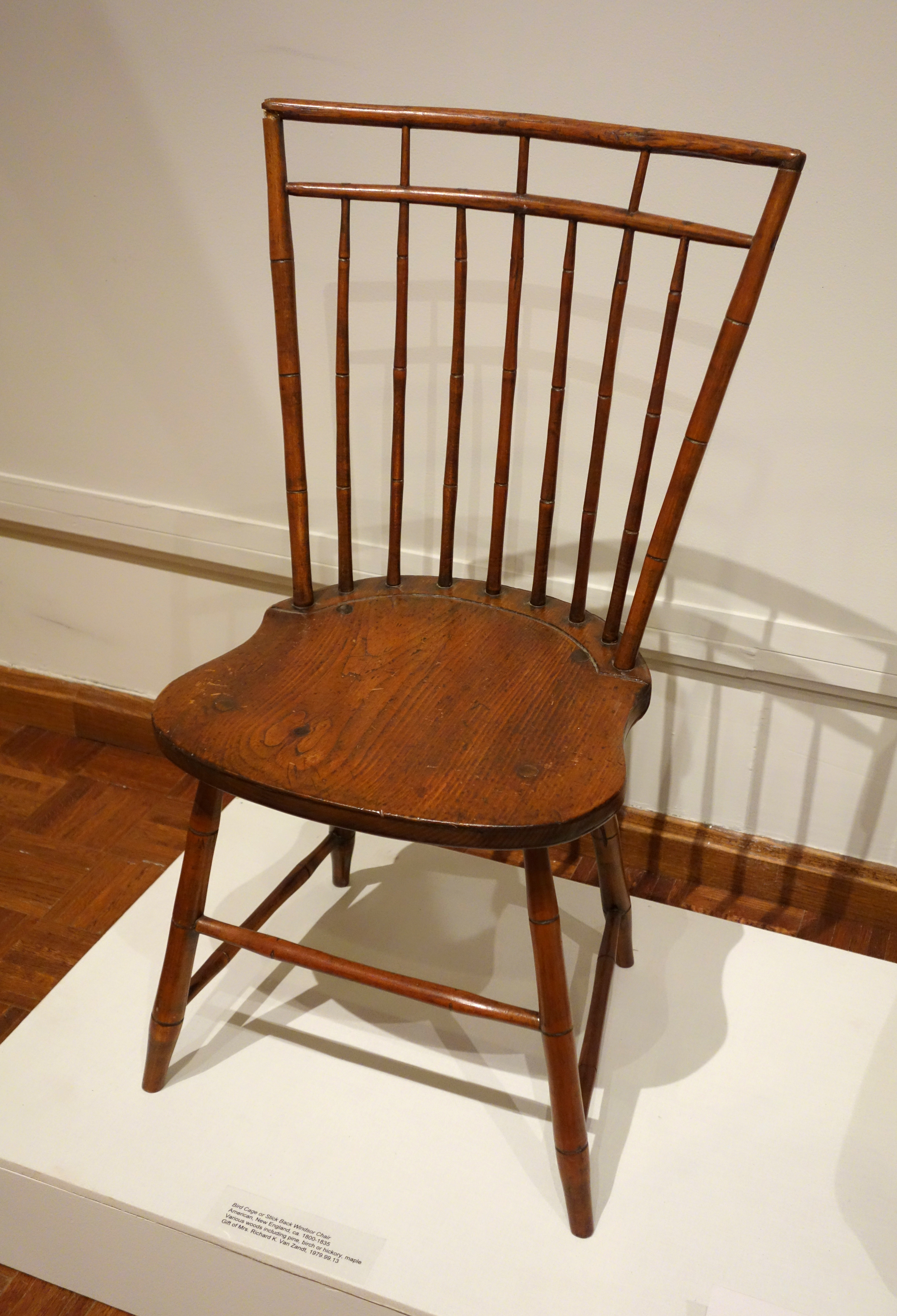
Windsorstol från New England omkring 1800–1835.

Windsorstol är en stolstyp som ursprungligen kommer från England, där den i början av 1700-talet förekom i bondhem och på bykrogar.
Namnet skulle den högst eventuellt enligt traditionen ha fått därför att Georg III under en promenad i Windsors omgivningar sett stolen i en stuga och blivit så förtjust i den att han beställde en uppsättning för Windsor Castle. 
Det var framför allt i Amerika som windsorstolen slog igenom. George Washington hade på Mount Vernon ett stort antal windsorstolar och Thomas Jefferson satt i en windsorstol då han 1776 undertecknade USA:s självständighetsförklaring. Den blev så utbredd i USA, att den ofta betraktas som en amerikansk stolstyp. Windsorstolar från tidig tid är sällsynta i Sverige. Nordiska museet har en i mahogny med utsvängda empireben, stämplad av stolmakarämbetet på 1790-talet. Näs herrgård i Uppland har en liknande stol i björk, signerad Johan Erik Höglander (stolmakare, mästare, 1777-1813). Benen är här en avvikelse; den genuina typen har svarvade intappade ben.
Den vanliga svenska pinnstolen har haft amerikanska windsorstolar som modell. Henriette Killander på Hooks herrgård lät snickaren Daniel Ljungquist i Svenarum tillverka några stolar efter avritade Windsorstolar. Detta blev utgångspunkten för en så småningom avsevärd industrialiserad pinnstolstillverkning på Småländska höglandet.